# USA Songwriting Competition
Der USA Songwriting Competition ist ein Songwriting-Wettbewerb und Musikpreis. Er wurde 1995 zum ersten Mal veranstaltet. Zu den Unterstützern gehören verschiedene US-amerikanische Zeitschriften, z. B. New Music Weekly, Acoustic Guitar Magazine oder Singer & Musician magazine sowie internationale Unternehmen wie Sony oder Ibanez.
Der Gewinner über alle Kategorien hinweg erhält 50.000 USD, der Zweitplatzierte 9.000 USD und der Drittplatzierte 6.500 USD. Die Sieger in den einzelnen Kategorien erhalten jeweils 2.200 USD. Daneben erhalten die Sieger verschiedene Sachpreise. Die Jury besteht aus Vertretern der Musikindustrie, so u. a. A&R Manager und Musikproduzenten von Universal Music, Warner und EMI. Bisher haben über 50.000 Teilnehmer in insgesamt 15 Kategorien teilgenommen.
Zu den Gewinnern gehörten z. B. Kate Voegele (2005), Jean-Yves Ducornet (2004) und Catya Maré (2010).